# 1801 az irodalomban
Az 1801. év az irodalomban.

## Események

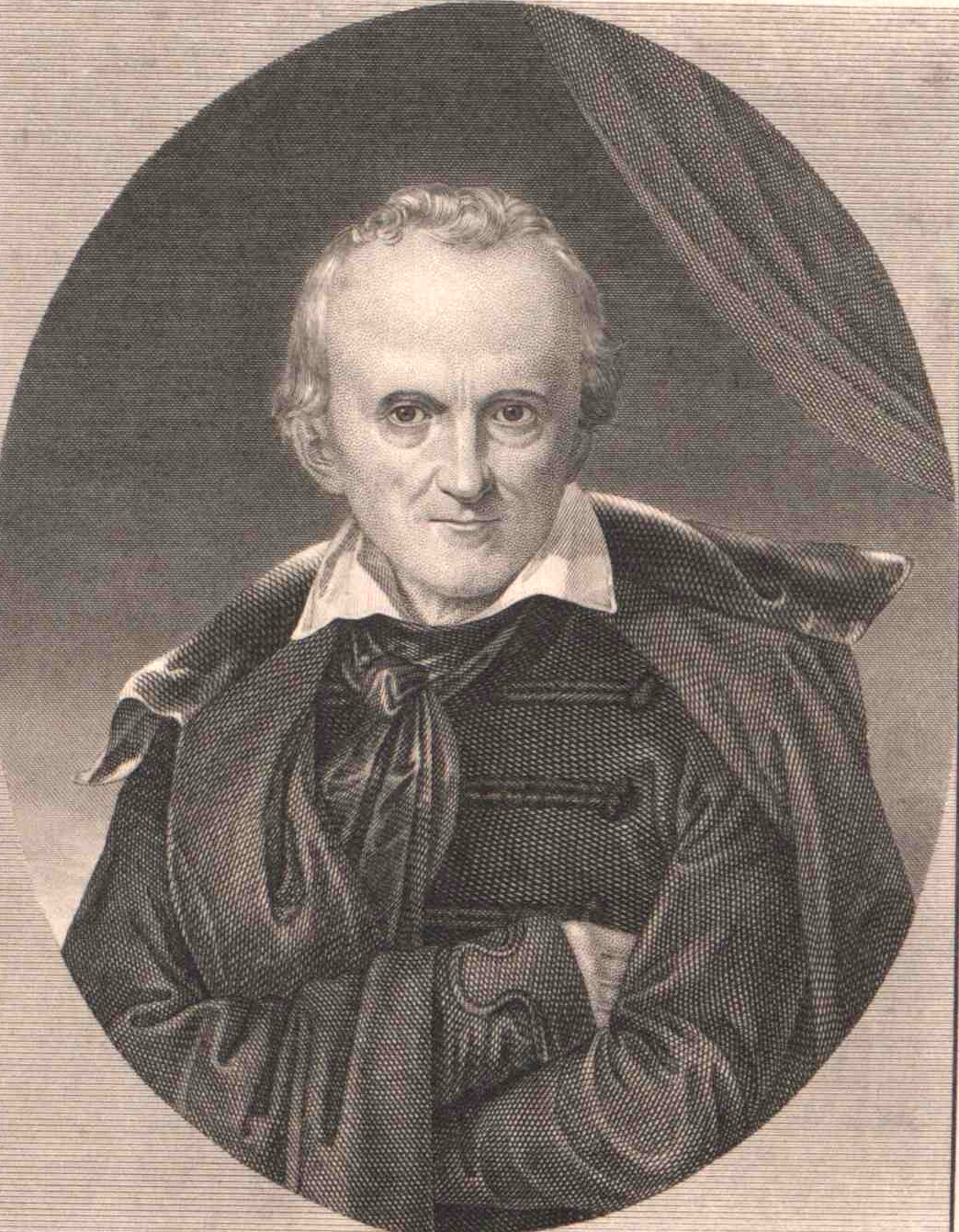
Kazinczy Ferenc

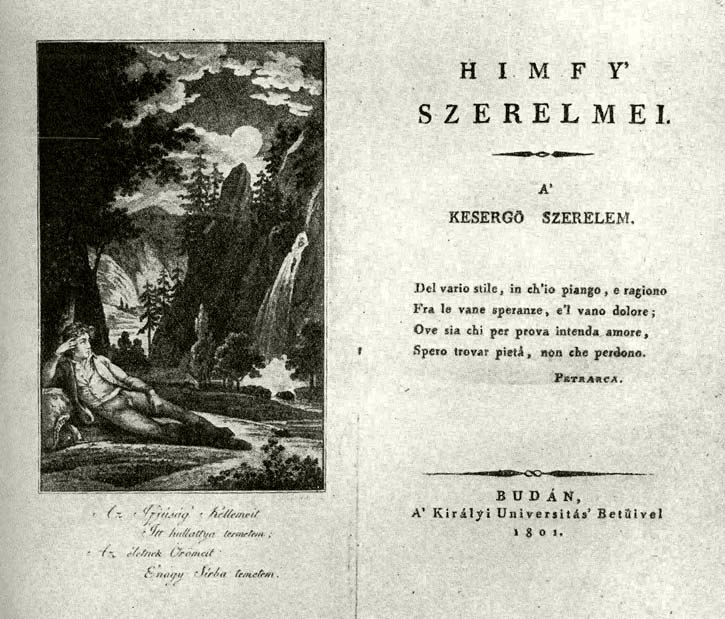
Himfy szerelmei, az első kiadás

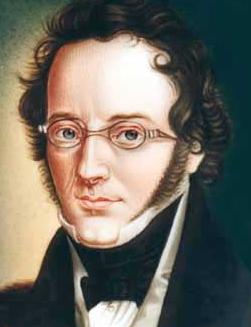
Ludwig Bechstein

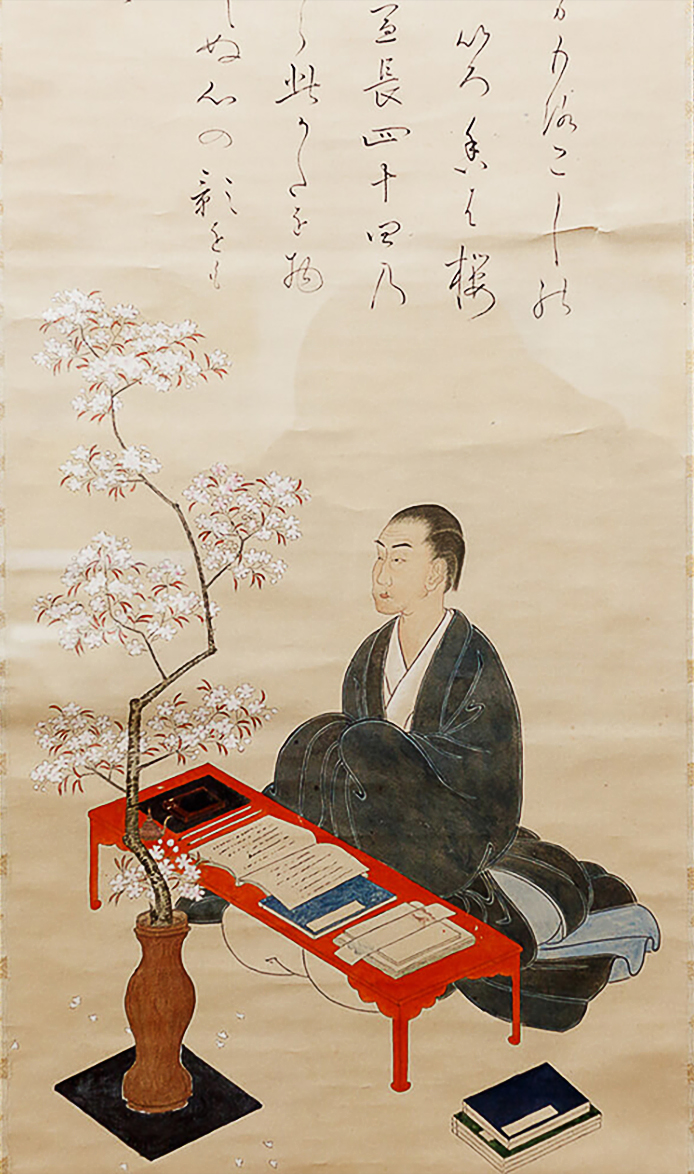
Motoori Norinaga

június 28. – A magyar jakobinus mozgalomban betöltött szerepéért bebörtönzött Kazinczy Ferenc királyi kegyelemmel szabadul.

## Megjelent új művek
- François-René de Chateaubriand regénye: Atala, avagy két bennszülött szerelme a sivatagban (Atala, ou les Amours de deux sauvages dans le desert).
- Maria Edgeworth ír írónő regénye: Belinda

### Dráma
- szeptember 11. – Friedrich Schiller tragédiája: Az orleansi szűz (Die Jungfrau von Orleans); bemutató Lipcsében.

### Magyar nyelven
- Megjelenik Kisfaludy Sándor A kesergő szerelem című verseskötete (elégiák), a Himfy szerelmei első része.

## Születések
- január 31. – Abraham Hayward angol jogtudós és Goethe-fordító († 1884)
- november 22. – Vlagyimir Dal orosz író, folklorista, lexikonszerkesztő († 1872)
- november 24. – Ludwig Bechstein német költő, népmesegyűjtő († 1860)
- december 7. – Johann Nestroy osztrák színész, dráma- (vígjáték-) író († 1862)
- december 11. – Christian Dietrich Grabbe német drámaíró († 1836)

## Halálozások
- február 4. – Marko Pohlin szlovén nyelvész, író, fordító (* 1735)
- március 14. – Ignacy Krasicki lengyel költő és író (* 1735)
- március 25. – Novalis német költő, író, a romantika képviselője (* 1772)
- szeptember 23. – Pray György jezsuita szerzetes, történetíró, egyháztörténész, a róla elnevezett – és a Halotti beszédet is tartalmazó – Pray-kódex első tudományos leírója (* 1723)
- november 5. – Motoori Norinaga japán tudós-polihisztor, a kokugaku mozgalom betetőzője (* 1730)
- december 21. – Gvadányi József generális, író (* 1725)